# Дросья (Аттика)
Дросья (греч. Δροσιά) — малый город в Греции, северный пригород Афин. Расположен на высоте 370 м над уровнем моря, к югу от Айос-Стефаноса и Аниксиса, к юго-востоку от Крионериона и к юго-западу от Стаматы. Относится к общине (диму) Дионисос в периферийной единице Восточная Аттика в периферии Аттика. Площадь 2,201 км². Население 7186 человек по переписи 2011 года.